# Kangoeroes Basket Mechelen in het seizoen 2022/23
Het seizoen 2022/2023 was het 14e jaar in het bestaan van de Mechelse basketbalclub Kangoeroes Basket Mechelen sinds de fusie in 2009. 

## Verloop
De club kwam uit in de BNXT League. De Amerikanen van vorig seizoen verlieten de club en ze werden vervangen voor Brian Fobbs, Richmond Aririguzoh, DeAndre Davis en Larry Thomas terwijl Godwin Tshimanga overkwam van de tweede ploeg van de Antwerp Giants. In oktober was er een match ter ere van Bill Varner die in de jaren negentig voor Mechelen speelde. Verschillende clubiconen woonden die match bij zoals: Rik Samaey, Ronny Bayer, Éric Struelens, Paul Bayer, Jacques Stas, Dirk Snijders, Marc Deheneffe, Rudy Van den Bosch, Willy Oelbrandt, Luc Becquet en Serge de Boeck. Mechelen ging ook in de jeugdreeksen nauwer samenwerken met Basket Willebroek. Begin februari verliet Larry Thomas Mechelen en als vervanger werd Jordan Harris gehaald.
Mechelen kwalificeerde zich voor de Elite Gold. Via de Elite Gold kwalificeerde Mechelen zich voor het nationale kampioenschap en eindigde daarin in de halve finale toen ze verloren van BC Oostende na in de kwartfinale te hebben gewonnen van de Leuven Bears. In de BNXT League play-offs startte ze in de derde ronde en wonnen van Belfius Mons-Hainaut maar in de vierde ronde ging Mechelen onderuit tegen Limburg United.
Mechelen verloor in de kwartfinale van de Beker van België van Spirou Charleroi.

### Europees basketbal
Mechelen wist zich het vorig seizoen te kwalificeren voor de FIBA Europe Cup waar ze in de groepsfase spelen tegen CSM U Oradea, Cholet Basket en BC Rilski Sportist. Ze wisten de groepsfase niet te overleven en eindigde derde.

## Ploeg
Antwerp Giants ·
Apollo Amsterdam ·
Aris Leeuwarden ·
BAL ·
Union Mons-Hainaut ·
Den Helder Suns ·
Donar ·
Feyenoord ·
Heroes Den Bosch ·
Kangoeroes Basket Mechelen ·
Landstede Hammers ·
Leuven Bears ·
Liège Basket ·
Limburg United ·
Okapi Aalst ·
Oostende ·
Brussels Basketball ·
Spirou Charleroi ·
Yoast United ·
ZZ Leiden